# Alsodeiopsis schumannii
Alsodeiopsis schumannii là một loài thực vật thuộc họ Thụ đào. Đây là loài đặc hữu của Tanzania.